# Leandre Cristòfol
Leandre Cristòfol Peralba (Os de Balaguer, Cataluña; 8 de junio de 1908 - Lérida, Cataluña; 19 de agosto de 1998) fue un escultor español. Se le considera uno de los pioneros de la escultura surrealista en Cataluña y en toda España.  Fue galardonado con la Creu de Sant Jordi de la Generalidad de Cataluña y con la Medalla de Oro al Mérito en las Bellas Artes.

## Biografía
Nació en 1908 en el pueblo leridano de Os de Balaguer, en una familia payesa. En 1922 se trasladó a Lérida para aprender carpintería y ebanistería, a las que siempre se mantuvo fiel, también estudió dibujo artístico, aunque se orientó definitivamente hacia la escultura. 
Fue un escultor autodidacta de obras no figurativas, retratos y obras de temática religiosa. Rechazaba la escultura tradicional intentando construir un universo poético con espíritu experimental, recibiendo influencias de los movimientos dadaísta y surrealista, como sus contemporáneos locales Enric Crous-Vidal, José Benseny , Manuel Viola y Antoni Garcia Lamolla.

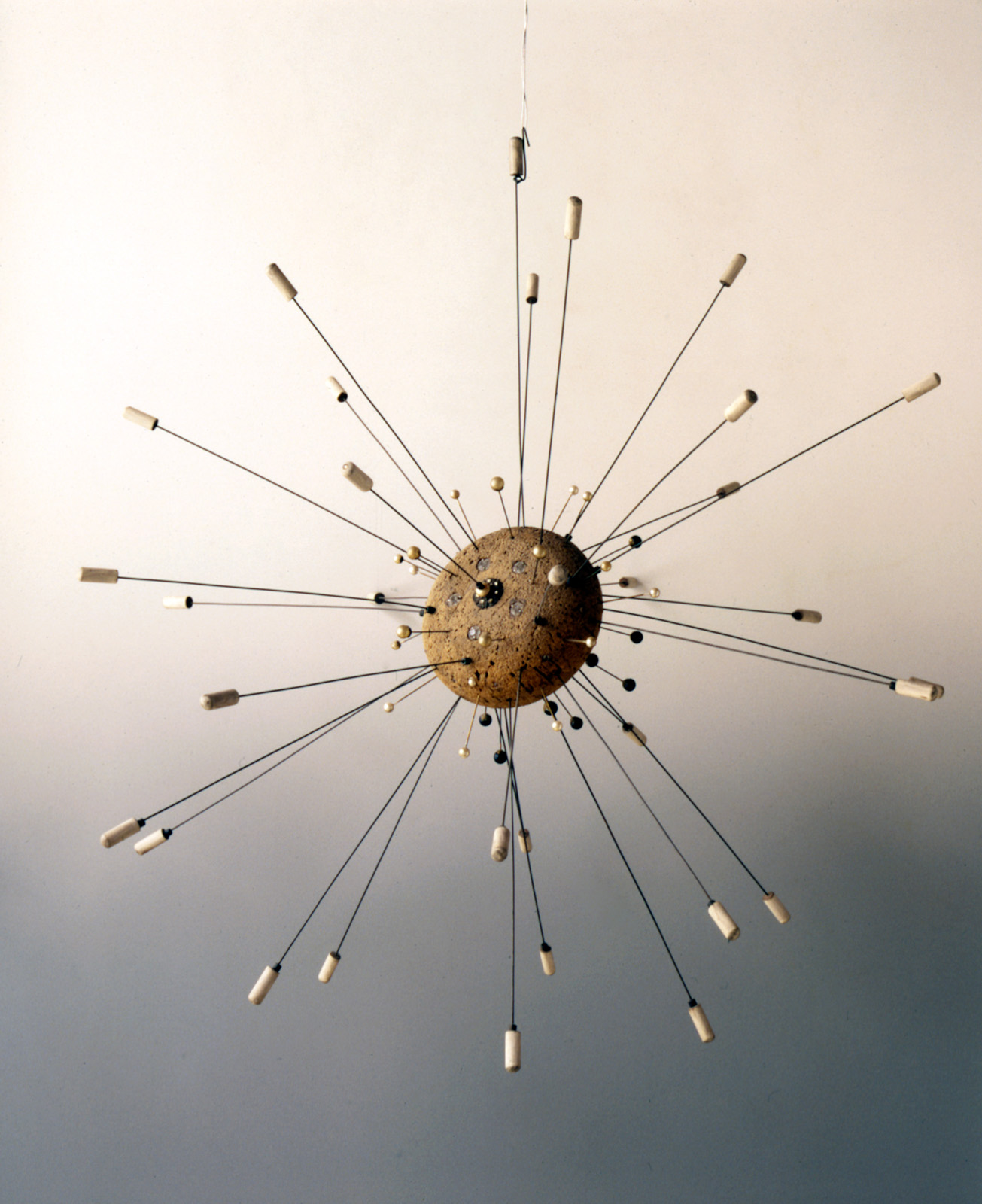
Armonía estelar (ralentí) (1957)

En 1936 participó en la exposición Logicofobista organizada por la ADLAN en Barcelona. En 1952, una beca del Círculo Maillol le permitió trasladarse a París para estudiar. Fue profesor de dibujo en la escuela del Círculo de Bellas Artes de Lérida. En 1983 recibió la  Cruz de San Jordi de la Generalidad de Cataluña, en 1989 la Medalla de Oro al mérito en las Bellas Artes y en 1990 el Premio Nacional de Artes Plásticas del Ministerio de Cultura y en 1991 el premio José González de la Peña de la Real Academia de Bellas Artes de San Fernando.
Parte de su obra se expuso de manera permanente en la Sala Leandre Cristòfol de Lérida, inaugurada en 1995 y en funcionamiento hasta el año 2007, cuando pasó a formar parte de la espacio expositivo del Museo de Arte Moderno y Contemporáneo Jaume Morera de Lérida. También tiene obra expuesta en el MNAC.
Se pueden encontrar semejanzas entre su obra y la de Man Ray, aunque no llegaron a conocerse nunca. A raíz de estas similitudes la Dirección General de Cooperación Cultural de la Generalidad de Cataluña organizó una exposición itinerante denominada  "Construcciones Líricas. Man Ray/Leandre Cristòfol. El objeto y el espíritu dadá" . La comisaria de la exposición fue Pilar Parcerisas y estuvo producida por el Museo de Arte Jaime Morera de Lérida y la  Sociedad Estatal de Conmemoraciones Culturales  del Ministerio de cultura español. La exposición se pudo ver en diferentes museos catalanes entre 2009 y 2011.
En junio de 2012, el pleno del Ayuntamiento de Lérida aprobó la firma de un convenio marco de colaboración con el Ayuntamiento de Os de Balaguer para unir esfuerzos en la difusión de la vida y la obra de Leandre Cristòfol. Sin embargo, esta colaboración arranca de tiempo atrás, ya que el año 2011, técnicos del Museo Morera inventariaron una treintena de esculturas, dibujos y objetos del artista que el hermano del escultor, Francisco, todavía conservaba y que dio el mes de octubre de ese año al Ayuntamiento de Os de Balaguer coincidiendo con la apertura de la casa natal del artista, que ha sido rehabilitada por el Ayuntamiento de esa población. Este edificio, donde actualmente se pueden contemplar algunas de las obras que formaron parte de la donación, nació con el objetivo de convertirse no sólo en un nuevo polo de atracción turística, sino también un centro de difusión de la figura del creador leridano.